# Spinancistrus
Spinancistrus is een geslacht van vliesvleugeligen uit de familie Pteromalidae. De wetenschappelijke naam van dit geslacht is voor het eerst geldig gepubliceerd in 1977 door Kamijo.

## Soorten
Het geslacht Spinancistrus is monotypisch en omvat slechts de volgende soort:
- Spinancistrus nitidus Kamijo, 1977